# Antillanthus
Antillanthus je rod glavočika smješten u podtribus Senecioniinae, dio tribusa Senecioneae, potporodica Asteroideae. Sastoji se od 17 kubanskih endema
Rod je opisan u Compositae Newsletter 44: 51–55. 2006.

## Vrste
1. Antillanthus acunae (Borhidi) B.Nord.
2. Antillanthus azulensis (Alain) B.Nord.
3. Antillanthus biseriatus (Alain) B.Nord.
4. Antillanthus carinatus (Greenm.) B.Nord.
5. Antillanthus cubensis (Greenm.) B.Nord.
6. Antillanthus discolor (Griseb.) J.-S.Girard
7. Antillanthus ekmanii (Alain) B.Nord.
8. Antillanthus eriocarphus (Greenm.) B.Nord.
9. Antillanthus leucolepis (Greenm.) B.Nord.
10. Antillanthus moaensis (Alain) B.Nord.
11. Antillanthus moldenkei (Greenm. & Alain) B.Nord.
12. Antillanthus pachylepis (Greenm.) B.Nord.
13. Antillanthus pachypodus (Greenm.) B.Nord.
14. Antillanthus saugetii (Alain) B.Nord.
15. Antillanthus shaferi (Greenm.) B.Nord.
16. Antillanthus subsquarrosus (Greenm.) B.Nord.
17. Antillanthus trichotomus (Greenm.) B.Nord.